# Орел степовий
Орел степовий (Aquila nipalensis) — хижий птах родини яструбових. Статус в Україні — рідкісний зникаючий вид.

## Зауваження щодо систематики
До кінця XX ст. вважали, що вид Aquila rapax (степовий орел) складається з двох підвидів — Aquila rapax rapax (гніздиться в Африці та місцями в Азії, осілий) та Aquila rapax nipalensis (гніздиться в Євразії, перелітний. Ці підвиди були розділені на два види (Aquila rapax та Aquila nipalensis) на основі вираженої відмінності в морфології та анатомії (Clark, 1992; Olson, 1994;. Sangsteret ін, 2002); два молекулярних дослідження, кожне з яких базувалося на невеликій кількості генів, показують, що види є різними, але думки щодо того, наскільки ці дві форми тісно пов'язані, розходяться.

## Опис

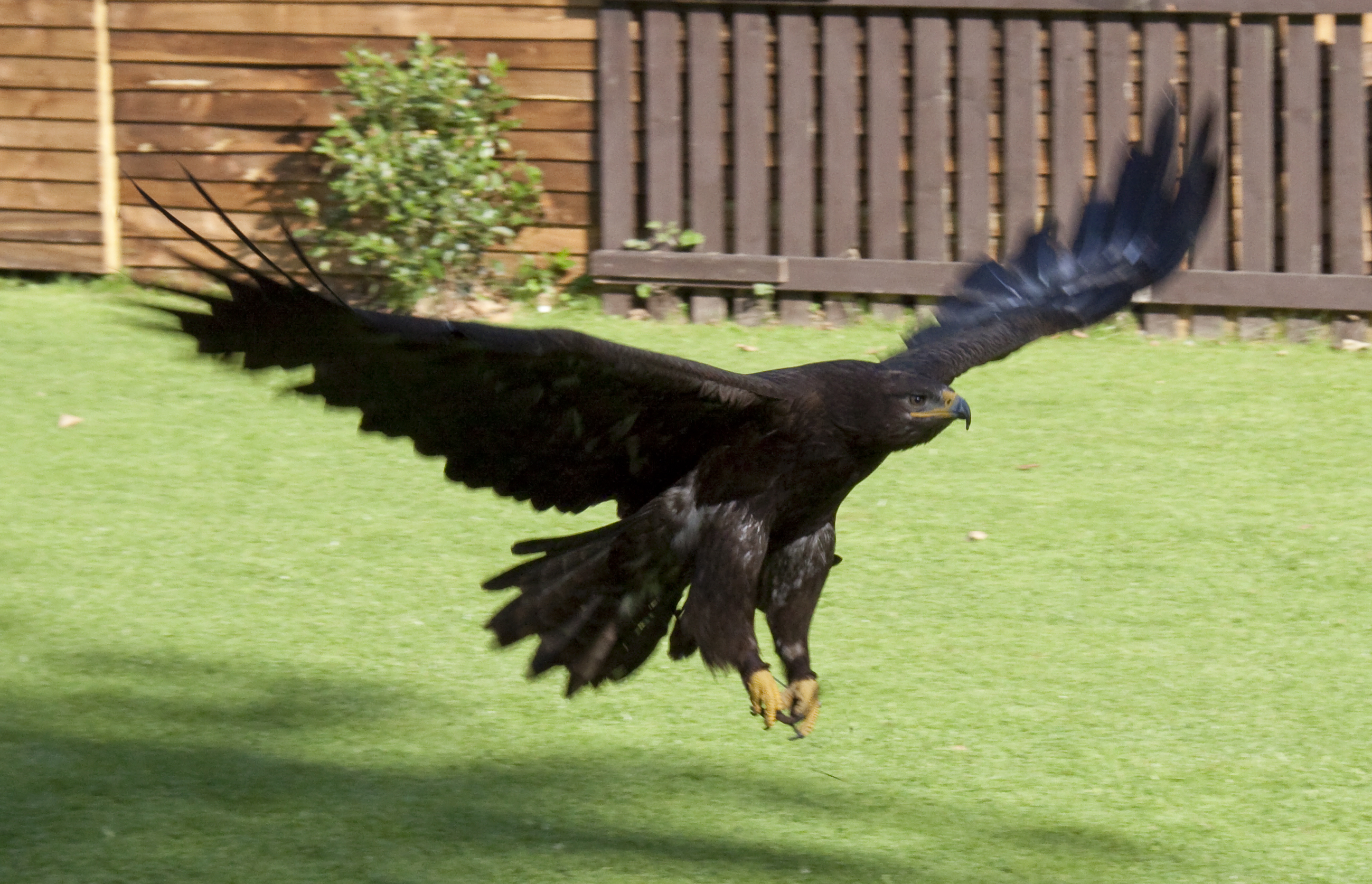
Орел степовий

Довжина тіла — 65-75 см, розмах крил — 1,7-2 м, вага самця 2,2-4,5 кг, самки — 3,5-5 кг. Усе оперення має більш-менш однотонний темно-бурий колір. Молодий птах бурий з вохристим відтінком; Оперення верхньої частини тіла буває дещо темнішим, ніж нижньої, чорнувато-буре з фіолетовим металевим полиском, найкраще помітним на покривних крилах і на перах спини. На зашийку в орла степового часто є світла рудувата або вохриста пляма або кілька дрібних плям такого кольору. Бурувато-чорні першорядні махові пера при основі на внутрішніх опахалах мають сірі плями, що утворюють поперечний рисунок. Невиразний світлий поперечний рисунок є і на перах надхвістя. Стернові пера чорнувато-бурі із світлішими сіруватими поперечними смугами. Оперення цівки темно-коричневе. Райдужна оболонка коричнева або бура. Восковиця, краї розрізу рота й пальці жовті. Дзьоб чорний, з блакитнувато-сірою основою. Кігті чорні.

## Живлення
Орел степовий живиться переважно, а часом і виключно, ховрахами, меншою мірою — мишоподібними гризунами. Навіть поширення орла степового значно залежить від поширення ховраха. Полює орел на гризунів у відкритій степовій місцевості. Здобич виглядає з повітря, ширяючи не дуже високо, а іноді й зовсім низько. На помічену тварину кидається стрімко, з напівскладеними крилами. Часто полює і на землі, причому проходить значні відстані, а при потребі може досить добре бігати. Подовгу нерухомо очікує появи ховрахів, заховавшися біля нори або на будь-якому зручному підвищенні поблизу ділянки з норами тварин. Полює один, але в кормних місцях помічалися скупчення кількох птахів на невеликій площі. Мисливська ділянка орла в гніздовий період звичайно відносно невелика, однак іноді птах полює і за кілька кілометрів від гнізда. Здобич убиває кігтями, стискаючи в пальцях. Тварин середніх розмірів (ховрахів) розриває на шматки, дрібних гризунів ковтає цілими.

## Розмноження

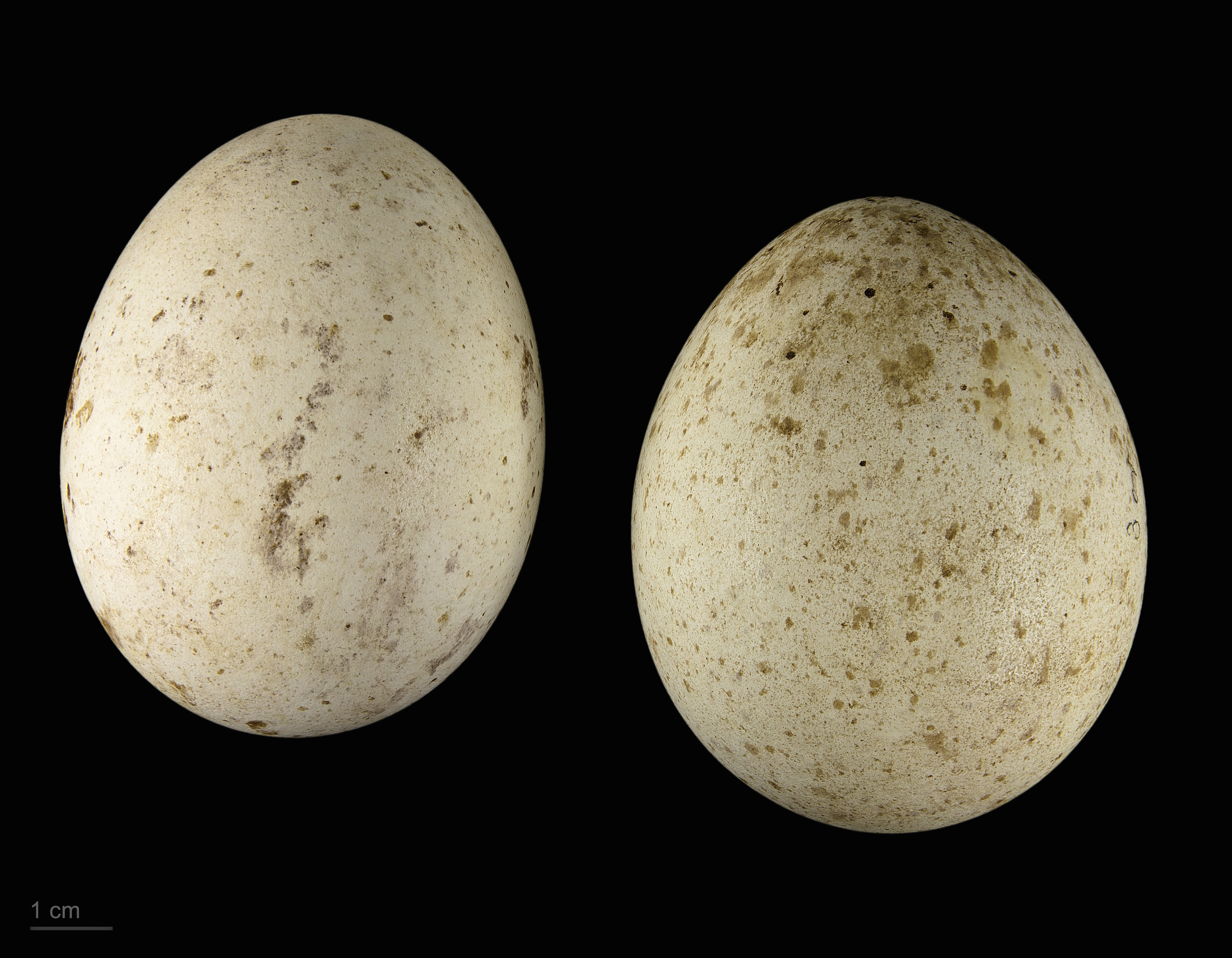
Яйця степового орла в оологічній колекції, Тулузький музей

Орли знаходять пару незабаром після прильоту і будують нове, або відбудовують старе гніздо. Розміщують гнізда переважно на землі, на будь-якому підвищенні (часто на горбках землі) або на скиртах соломи чи сіна, переважно старих, що стоять не один рік. Зрідка гніздо будують на чагарнику або на низьких деревах. Яйця відкладають з інтервалом у дві-три доби. У повній кладці два, три яйця. Самка часто сидить і на порожньому гнізді ще до початку відкладання яєць, а з появою першого, починає насиджувати. Насиджує переважно самка близько 45 діб. Коли один птах сидить на кладці, другий стереже, перебуваючи десь поблизу. Пташенята від ранніх кладок з'являються з середини травня; здебільшого їх буває двоє, проте відомі виводки з трьох пташенят. Наприкінці червня молоді птахи вкриті контурними перами, хоч і мають ще залишки пухового вбрання. Пташеннят годують обидва батьки, переважно ховрахами і мишоподібними гризунами. Молоді птахи перебувають у гнізді близько двох місяців.

## Поширення
Орел степовий живе переважно у степовій зоні, з чим і пов'язана його назва. Населяє цілинні, рівні або горбисті степи, напівпустельні місцевості, зрідка околиці пустель, великі рівнини й долини степового характеру в гірських місцевостях. Трапляється від сходу Румунії через степи України, Росії, та Центральної Азії до Монголії. Степові орли з Європи та Центральної Азії зимують в Африці, особини зі східних популяцій в Індії.
В Євразії поширений у степовій смузі. В Україні до 1980-х років гніздився в заповіднику Асканія-Нова. Залітає в інші райони степової зони.

## Чисельність
Ще наприкінці 19-го століття був не тільки звичайним, а навіть фоновим птахом багатьох степів, але згодом майже повністю зник з території України. Останній випадок гніздування на території України був зафіксований у 1980-ті рр. в заповіднику Асканія-Нова. Причини зміни чисельності: практично суцільне господарське освоєння місць гніздування і безпосереднє знищення гнізд та самих птахів людиною.
Європейську гніздову популяцію оцінено у 5-20 тис. пар.

## Охорона
У зв'язку з інтенсивним переорюванням цілинних степів, з планомірним винищенням безграмотними землеробами ховрахів, застосуванням пестицидів, і знищенням людиною гнізд, чисельність орла степового почала різко зменшуватись, а до середини 80-х років XX століття він зовсім зник з території України. Нині іноді спостерігається на прольотах, зокрема на осінньому, та на півдні України (Крим) з кінця вересня до середини листопада. Степового орла включено до Червоної книги України (1994, 2009), до Конвенції з міжнародної торгівлі вимираючими видами дикої фауни і флори (CITES) (Додаток ІІ), Боннської (Додаток ІІ) та Бернської (Додаток ІІ) конвенцій. Для покращання охорони необхідні: збалансоване ведення сільського господарства, проведення реінтродукції ховрахів, посилення контролю за випадками незаконного відстрілу, моніторинг забруднення оточуючого природного середовища.
У Червоному списку МСОП протягом 2004-2015 рр. степовий орел мав статус «Найменший ризик». У жовтні 2015 року через скорочення чисельності виду було надано статус «Під загрозою вимирання».

## Галерея

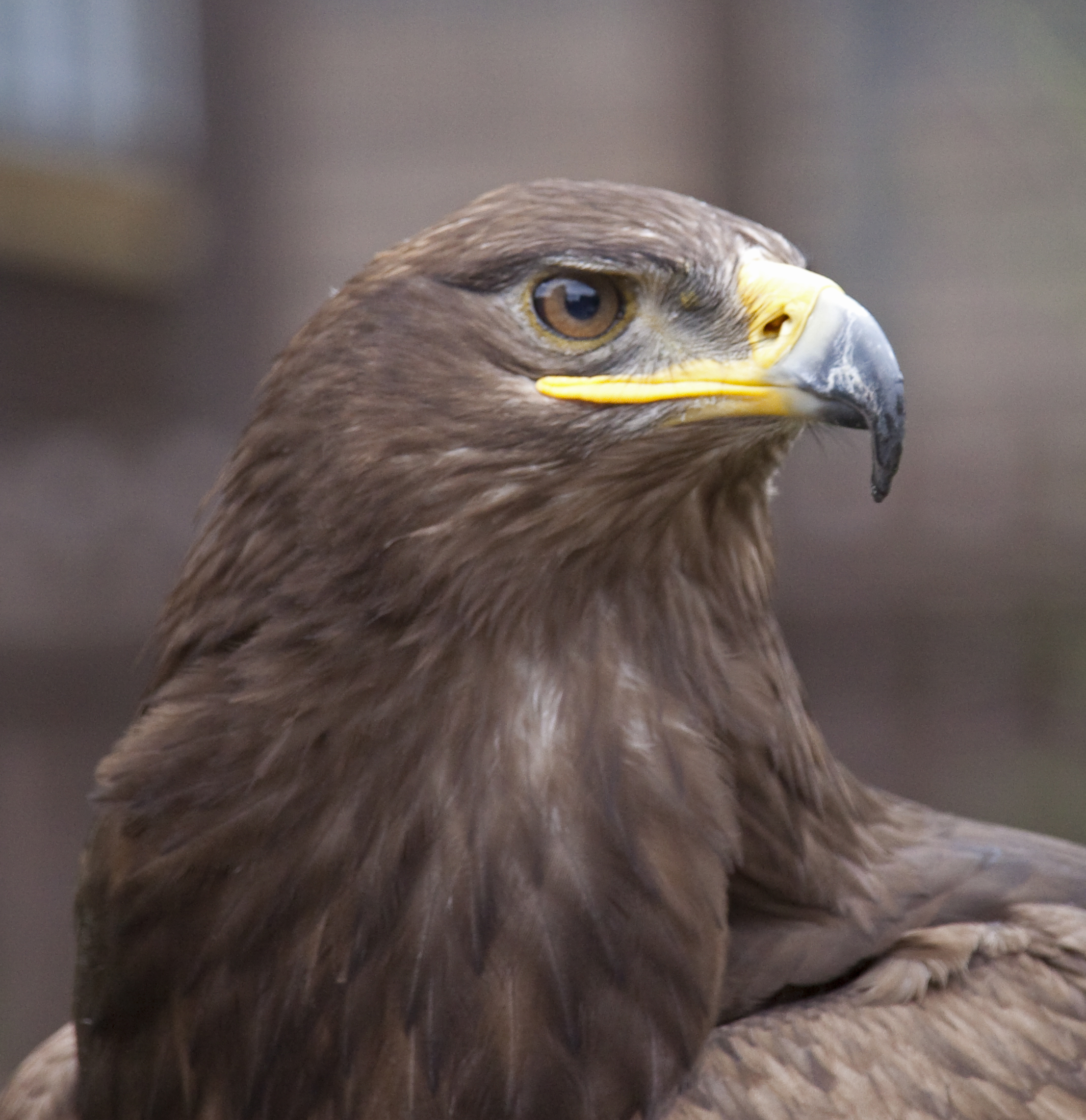
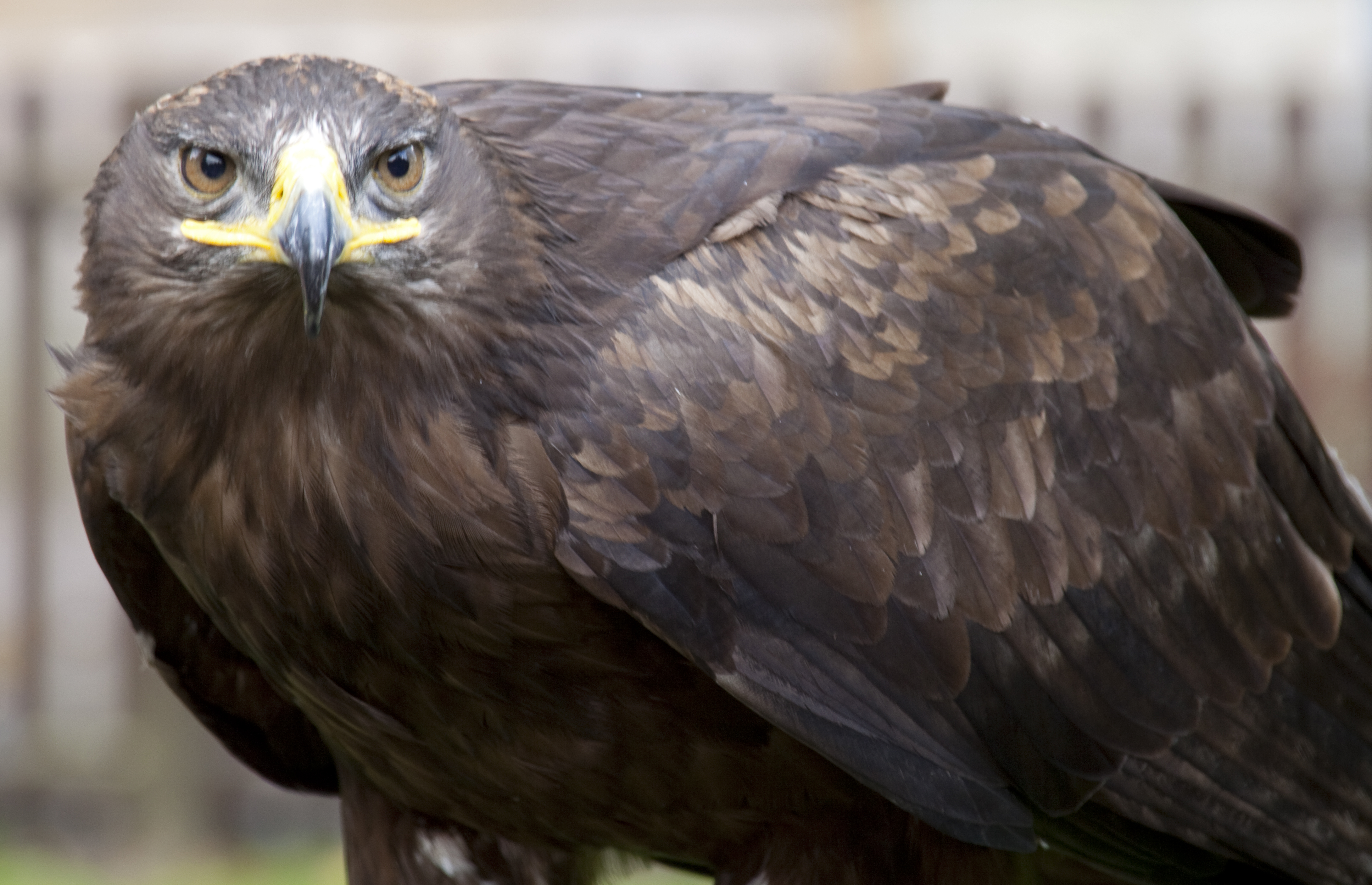
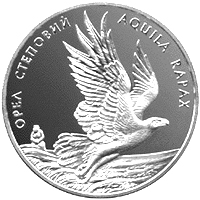
Монета номіналом 2 гривні із зображенням орла степового
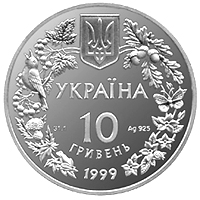
Срібна монета "Орел степовий"